# Döngesmühle
Döngesmühle ist ein Ortsteil der Gemeinde Flieden im Süden des osthessischen Landkreises Fulda. Zu Döngesmühle gehören die Weiler Weinberg, Kellerei und Rückgrund. Döngesmühle grenzt im Norden an den Ort Rommerz, im Osten an den Ort Flieden, im Süden an den Ort Struth und im Westen an den Ort Magdlos. Durch den Ortsteil fließt das Magdloser Wasser. Durch den Ort führt die Landesstraße 3141. Der Ortsteil Döngesmühle gehört zur Gemarkung Flieden.
Im Ortsbeirat sind die CDU und die SPD vertreten. Bei den Kommunalwahlen 2021 erlangte die CDU die Mehrheit der Stimmen und verfügt so über die Mehrheit im Ortsbeirat. Ortsvorsteher ist Helmut Reich (CDU).
Im Ort gibt es eine römisch-katholische Kirche, die Filialkirche Heilige Familie der Pfarrei St. Goar in Flieden.
In Döngesmühle gibt es ein Dorfgemeinschaftshaus und einen Kinderspielplatz.